# Simon Dupree and the Big Sound
Simon Dupree and the Big Sound erano un gruppo musicale attivo dal 1966 e formato dai fratelli Derek, Ray e Phil Shulman, conosciuti anche per aver formato in seguito la band Gentle Giant.

## Storia
Derek e Ray Shulman, quando hanno rispettivamente 16 e 14 anni, ancora studenti, decidono di formare la loro prima band, con il nome di Howling Wolves, coinvolgendo anche il fratello più grande Phil, al quale danno il ruolo di manager.
Il gruppo cambia successivamente nome in Road Runners e, con una serie di concerti in Inghilterra, matura una certa esperienza professionale. Phil abbandona il ruolo di manager e si unisce alla band nel ruolo di sassofonista, dando alla band un timbro più rhythm'n'blues.
Per questo motivo la band è alla ricerca di un nuovo manager, e trovano Jonathan King, produttore della BBC e loro cognato. Fu lui che gli consigliò di cambiare nome della band in Simon Dupree and the Big Sound.
Nel 1966 inizia l'avventura con la nuova formazione: Simon Dupree, alias Derek Shulman, alla voce, Ray Shulman alla chitarra, Phil Shulman ai fiati, Eric Hine alle tastiere, Tony Ransley alla batteria, Pete O'Flaherty al basso. I fratelli hanno sempre dichiarato di voler essere una band con forti influenze rhytm'n'blues, ma la loro musica risultava per lo più pop stile beat. Il loro primo 45 giri I See the Light, cover dei Five Americans. Grazie al successo di questo brano, la band ebbe la possibilità di fare un'audizione presso la EMI, la stessa casa discografica che produceva i Beatles. Suonarono per più di un'ora davanti ai produttori, e lo stesso Derek Shulman ricorda l'episodio come ridicolo e imbarazzante, però alla fine dell'audizione gli offrirono un ottimo contratto.
Gran parte del repertorio era costituito da brani proposti dal manager John King e cover, ma in questo periodo non mancarono le prime composizioni dei fratelli Shulman, che registrarono per la EMI l'album Without Reservation (1967) e diversi singoli: For Whom the Bell Tolls, Thinking About My Life, Day Time Night Time, brani dove vengono inseriti strumenti inusuali per la musica beat, quali ad esempio timpani e il corno, vibrafono (strumenti che poi riutilizzeranno in particolar modo con i Gentle Giant), furono tra le prime band ad utilizzare il mellotron, ma ciononostante la canzone che ebbe più successo, contrariamente alla loro aspettative, fu Kites (1967), che raggiunse il ventunesimo posto nella classifiche inglesi.
(Derek Shulman)
Nel 1967 i Simon Dupree and The Big Sound stavano registrando agli Abbey Road Studios e nello stesso periodo i Beatles stavano registrando Sgt. Pepper's Lonely Hearts Club Band. I Big Sound suonavano di giorno e i Beatles lo facevano di notte nello stesso studio, utilizzando la medesima strumentazione.
Gli Shulman ebbero un altro involontario incontro con la band di Liverpool, grazie a una trovata pubblicitaria della EMI: venne inciso un 45 giri, We are The Moles e il nome della band era The Moles. Si vociferava che sotto il falso nome di The Moles, ci fossero i Beatles. Fu poi Syd Barrett a svelare il mistero e rivelare la vera identità dei The Moles. Derek ricorda ancora l'evento con grande vergogna.
Nel 1968 il tastierista, Eric Hine, venne sostituito per un breve periodo da Reginald Dwight (futuro Elton John, che registrò, con la band, tre brani, pubblicati dopo lo scioglimento della stessa. Quella più nota fu I'm Going Home.
Con il passare del tempo, la band non riuscì a superare la crisi d'identità, in particolar modo Derek era in completo disagio nei panni di un personaggio inesistente, con il nome di Simon Dupree. La loro musica era un mix tra un pop commerciale e dei timidi tentativi di seguire direzioni innovative, non ancora ben chiare.
(Ray Shulman)
Nel 1969 la band registra She Gave Me the Sun. In questo periodo Tony Ransley viene sostituito da Martin Smith, batterista che poi continuerà a suonare con loro anche con i Gentle Giant.
La goccia che fece traboccare il vaso fu quando, in uno spettacolo itinerante, il gruppo partecipa a una sorta di cabaret pop, con maghi, mangiatori di spade e attori comici. Così la band decise di rispettare gli ultimi impegni contrattuali e infine comunicarono lo scioglimento definitivo.
(Derek Shulman)
Alla fine dell'anno 1969 i Simon Dupree and The Big Sound si sciolgono definitivamente, dando vita a un nuovo e più noto progetto musicale, i Gentle Giant.

## Discografia

### Album
- Without Reservations (1967)

### Singoli
- "I See the Light" / "It Is Finished" (1966)
- "Reservations" / "You Need a Man" (1967)
- "Day Time, Night Time" / "I've Seen It All Before" (1967)
- "Kites" / "Like the Sun Like the Fire" (1967)
- "For Whom the Bell Tolls" / "Sleep" (1968)
- "Part of My Past" / "This Story Never Ends" (1968)
- "Thinking About My Life" / "Velvet and Lace" (1968)
- "We Are the Moles, Part 1" / "We Are the Moles, Part 2" come THE MOLES (1968)
- "Broken Hearted Pirates" / "She Gave Me the Sun" (1969)
- "The Eagle Flies Tonight" / "Give It All Back" (1969)[4]